# 邵伯悌
邵伯悌（1549年—？），字本敬，號行吾，江西廣信府貴溪縣人，民籍，明朝政治人物。

## 生平
萬曆七年（1579年）己卯科江西鄉試第五十三名，萬曆八年（1580年）聯捷庚辰科會試第七十三名，登二甲第五十七名進士。兵部觀政，十一年授工部主事，管南旺河。十六年升官工部屯田司署郎中事员外郎，再升郎中，十八年十二月升湖广按察司副使，二十一年升浙江参政，本年调湖广参政。

## 家族
曾祖邵鼎；祖父邵秀，曾任縣丞；父邵弘文。母陳氏；前母倪氏；生母雲氏。永感下。